# اندروید ۱۰
اندروید ۱۰، دهمین نسخهٔ مهم و نسخهٔ هفدهم ازسیستم‌عامل تلفن همراه اندروید است. اولین نسخهٔ آزمایشی اندروید ۱۰ در تاریخ ۱۳ مارس ۲۰۱۹ برای همهٔ گوشی‌های گوگل‌پیکسل منتشر شد. نسخهٔ نهایی اندروید ۱۰ در سوم سپتامبر سال ۲۰۱۹ منتشر شد.

## امکانات
ویژگی‌های اندروید ۱۰ عبارتند از:
- به کاربران اجازه می‌دهد زمانی که برنامه‌ها اجازه دیدن موقعیت مکانی خود را دارند را کنترل کنند: هرگز، تنها زمانی که برنامه در حال استفاده است (در حال اجرا)، یا تمام‌وقت (در پس‌زمینه).
- مجوزهای تازه برای دسترسی به عکس‌های پس‌زمینه، ویدیو و پرونده‌های صوتی.
- ضبط صفحه‌نمایش داخلی.
- برنامه‌های پس‌زمینه دیگر نمی‌توانند به پیش‌زمینه پرش کنند.
- حریم خصوصی بهبود یافته: دسترسی محدود به‌شناسهٔ دستگاه غیرقابل تنظیم مجدد.
- اشتراک‌گذاری میانبرها، که اشتراک‌گذاری محتوا با یک مخاطب به‌طور مستقیم اجازه می‌دهد.
- پنل تنظیمات شناور، که اجازه می‌دهد تنظیمات سامانه را مستقیماً از برنامه‌ها تغییر دهد.
- قالب عمق پویا برای عکس‌ها، که پس‌از گرفتن عکس امکان تغییر پس‌زمینه را می‌دهد.
- پشتیبانی از کدک ویدیو AV1، فرمت HDR10 + و کدک صوتی Opus.
- Midi API بومی، امکان تعامل با کنترل‌کننده‌های موسیقی.
- پشتیبانی بهتر از احراز هویت بیومتریک در برنامه‌ها.
- پشتیبانی تلفنی قابل حمل برای برنامه‌ها و اندروید خودش.[۳]

## تاریخچه
در تاریخ ۱۴ مارس ۲۰۱۹، گوگل اولین نسخهٔ آزمایشی (بتا) اندروید ۱۰ را به‌طور انحصاری بر روی گوشی‌های پیکسل خود منتشر کرد. به دلیل تقاضای عمومی، بتا به نسل اول دستگاه‌های Google Pixel گسترش یافت. در مجموع ۶ نسخهٔ آزمایشی (نسخهٔ آزمایشی برنامه‌ریزی شده برای انتشار، پیش‌از انتشار نهایی)، در حال حاضر برای سه‌ماههٔ سوم سال ۲۰۱۹ برنامه‌ریزی شده‌است.
براساس گزارش Android Police، تلفن‌های بیشتری از نسخهٔ آزمایشی اندروید ۱۰ در سال جاری نسبت به نسخهٔ قبلی آزمایشی اندروید پای استفاده خواهند کرد.

## نام‌گذاری اندروید ۱۰
گوگل در اقدامی بی‌سابقه که همه از آن شگفت‌زده شدند، نام هفدهمین نگارش اندروید را اندروید Q گذاشت! این برای گوگل یک سنت‌شکنی بود؛ چرا که در طی این ده سال، نام نگارش‌های اندروید را از نام دسرهای معروف انتخاب می‌کرد؛ اما به‌یکباره، سراغ حرف‌های خالی رفتند! البته همچنان نام‌ها به ترتیب حروف الفبا جلو می‌روند. از این پس دیگر هیاهوی حدس نام نگارش اندروید وجود نخواهد داشت و قرار است اندروید بعدی هم، اندروید R نام بگیرد. گوگل البته تنها به این امر اکتفا نکرده و لوگوی اندروید را نیز کمی دستکاری کرده! براساس گفتهٔ گاندون، اندکی در موقعیت چشم‌ها و زاویهٔ شاخک‌ها تغییرات اعمال شده‌است؛ درنهایت، اضافه‌شدن مقدار کمی از رنگ زرد به رنگ سبزِ مخصوص اندروید، ظاهر این ربات را مدرن‌تر از گذشته کرده‌است؛ بنابراین، در ادامه، برند اندروید فراتر از برند سبز و خاکستری خواهد بود؛ زیرا برخی از پالت‌های رنگ گوگل نیز به دنیای اندروید راه پیدا کرده‌اند. پیش‌تر نام اندروید با قلمی متفاوت، تنها به‌رنگ سبز نوشته می‌شد که این امر خوانایی برند مذکور را در برخی پس‌زمینه‌ها سخت و بعضاً ناممکن می‌ساخت. حال با تغییر رنگ‌نوشتهٔ اندروید به مشکی، شاهد افزایش خوانایی و امکان قرارگیری این برند در پس‌زمینه‌های بیشتری هستیم. موضوع یادشده، به‌ویژه خود را در دستگاه‌هایی با صفحات‌نمایش کوچک بیشتر نشان می‌دهد.